# Argumentum ad novitatem
Argumentum ad novitatem (укр. звернення до новизни) — логічна хиба, в якій істинність чи кращість пропозицій обґрунтовується новизною і сучасністю. Зводиться до «це нове, і краще ніж старе».
Може набувати двох форм:
- Переоціненні нового, без дослідження вважати його кращим.
- Недооцінюванні статус-кво, автоматично вважаючи його гіршим.

Протилежно цій хибі існує argumentum ad antiquitatem, де правильність обґрунтовується давністю.

## Приклади
- «Хочеш схуднути? Користуйся найновішою дієтою.»
- «Відділення стане більш прибутковим після реорганізації.»
- «Оновлення програмного забезпечення забезпечить стабільну роботу комп'ютера.»
- «Погані справи з партією А при владі, тому обрання партії Б принесе покращення.»
- «Роби X, бо надворі дійсний рік або століття. »